# Ланте Монтефельтро делла Ровере, Федерико Марчелло
Федерико Марчелло Ланте Монтефельтро делла Ровере (итал. Federico Marcello Lante Montefeltro della Rovere; 18 апреля 1695, Рим, Папская область — 3 марта 1773, там же) — итальянский куриальный кардинал и доктор обоих прав. Племянник кардинала Жозефа-Эммануэля де Ла-Тремойля. Титулярный архиепископ Петры Палестинской с 1 октября 1732 по 9 сентября 1743. Камерленго Священной Коллегии кардиналов с 29 января 1753 по 14 января 1754. Префект Священной Конгрегации хорошего управления с 13 февраля 1759 по 3 марта 1773. Вице-декан Священной Коллегии кардиналов с 18 июля 1763 по 3 марта 1773. Кардинал-священник с 9 сентября 1743, с титулом церкви Сан-Панкрацио-фуори-ле-Мура с 5 апреля 1745 по 9 апреля 1753. Кардинал-священник с титулом церкви Сан-Сильвестро-ин-Капите с 9 апреля 1753 по 13 июля 1759. Кардинал-епископ Палестрины с 13 июля 1759 по 18 июля 1763. Кардинал-епископ Порто и Санта-Руфина с 18 июля 1763 по 3 марта 1773.